# 第四季超級籃球聯賽季後賽
SBL第四季季後賽，這一季的季後賽採五戰三勝制，率先拿到三勝的球隊，將挺進冠賽。第一輪賽事由達欣工程出戰裕隆恐龍，另一場賽事由台灣啤酒出戰緯來獵人，最終由達欣工程3比2的成績擊敗衛冕軍裕隆恐龍上演老四傳奇，台灣啤酒以3比1的成績擊敗緯來獵人。

## 季後賽
| 5月11日 18:30 |

|  |

| 緯來獵人 81–86 台灣啤酒 |

| 5月11日 20:30 |

|  |

| 裕隆恐龍 88–89 達欣工程 |

| 5月12日 17:00 |

|  |

| 達欣工程 81–80 裕隆恐龍 |

| 5月12日 19:00 |

|  |

| 台灣啤酒 88–94 緯來獵人 |

| 5月13日 17:00 |

|  |

| 裕隆恐龍 111–93 達欣工程 |

| 5月13日 19:00 |

|  |

| 緯來獵人 73–80 台灣啤酒 |

| 5月16日 20:30 |

|  |

| 達欣工程 74–77 裕隆恐龍 |

| 5月16日 20:30 |

|  |

| 台灣啤酒 86–84 緯來獵人 |

| 5月11日 20:30 |

|  |

| 裕隆恐龍 75–77 達欣工程 |